# قائمة سلاسل محلات السوبر ماركت في الجزائر
هذه قائمة سلاسل محلات السوبر ماركت في الجزائر . 
تدير سلسلة أرديس الجزائرية (المملوكة لمجموعة أركوفينا الجزائرية) حاليا هايبر ماركت واحد في الجزائر ويقع في المحمدية خارج الجزائر العاصمة. في المستقبل ستفتتح أرديس 19 هايبر ماركت في البلاد، وستفتتح الهايبر ماركت التالي بالقرب من وهران في بئر الجير .   أهت شركة كارفور الفرنسية شراكتها مع المجموعة الجزائرية أركوفينا في 19 فبراير 2009. وأضافت كارفور «مفهوم التوزيع الشامل لا يصلح في الجزائر». قبل ذلك، كان لشركة كارفور متجرًا واحدًا فقط اعتبارًا من عام 2009، من بين 18 هايبر ماركت كان مخطط افتتاحها بحلول عام 2012 أوضحت المجموعة الجزائرية أركوفينا أن هناك تأخيرًا بسبب الصعوبات في العثور على الأراضي المتاحة لمحلات السوبر ماركت. تركز أركوفينا الآن على افتتاح محلات السوبر ماركت في المستقبل تحت العلامة التجارية أرديس.  

## قائمة سلاسل السوبر ماركت الجزائرية الحالية
| سوبر ماركت              | تاريخ التأسيس/ الإفتتاح في الجزائر | مملوكة من قبل                   | الحصة السوقية | مصادر |  |
| ----------------------- | ---------------------------------- | ------------------------------- | ------------- | ----- |  |
| أرديس                   | 5 يوليو 2012                       | اركوفينا                        |               |       |  |
| مركز تجاري              | ديسمبر 2009                        | شركة المراكز التجارية الجزائرية |               |       |  |
| مركز تجاري القدس        | 15 فبراير 2008                     | سيدار                           |               |       |  |
| سيفيتال                 |                                    |                                 |               | [ 6 ] |  |
| فاميلي شوب              | 2008                               | اركوفينا                        |               |       |  |
| ميغا مارت               |                                    |                                 |               |       |  |
| UNO (سيفيتال)           |                                    | اركوفينا                        |               | [ 7 ] |  |
| وسط المدينة City Center | 2015                               |                                 |               |       |  |

## روابط خارجية
- تجار البقالة بالتجزئة في الجزائر
- التسوق في الجزائر